# Teddy Allen
Pour les articles homonymes, voir Allen.
Teddy Allen, né le 7 juin 1998 à Phoenix, dans l'Arizona, est un joueur professionnel américain de basket-ball au poste d'ailier.

## Carrière

### Carrière universitaire
Durant la saison 2017-2018, il dispute 35 matchs avec les Mountaineers de la Virginie-Occidentale pour des moyennes par match de 7 points et 2,7 rebonds. A l'issue de la saison, il décide de quitter l'université de Virginie-Occidentale.
Allen a été transféré à Wichita State. Il a demandé une dérogation pour jouer immédiatement au lieu de rester en dehors de la saison selon les règles de transfert de la NCAA, mais la demande de dérogation a été refusée.  Allen a été démis de ses fonctions au cours de l’été, alors qu’il entamait sa deuxième saison en redshirt après avoir été arrêté pour suspicion de violence conjugale. Après son congédiement, il s’est inscrit au Western Nebraska Community College. Au cours de sa seule saison avec les Cougars, Allen a obtenu une moyenne de 31,4 points par match avec 3,7 passes décisives et 7,4 rebonds en 28 matchs.
Allen s’est engagé avec l'université du Nebraska en décembre 2019. En tant que joueur junior de redshirt, il a mené les Cornhuskers avec 16,5 points par match et a également obtenu en moyenne 4,7 rebonds, 1,7 passe décisive et 1,3 interception par match en 22 matchs joués. Le 23 février 2021, Allen a marqué 41 points, se classant au deuxième rang dans l’histoire de l’école et établissant le record du plus grand nombre de points à l’aréna Pinnacle Bank, dans une défaite de 86 à 83 contre Penn State.  Allen a quitté le programme en mars avant la fin de la saison.
Il rejoint les Aggies de New Mexico State pour la saison 2021-2022. Il est nommé Western Athletic Conference (WAC) Player of the Year et MVP du Western Athletic Conference tournament. Après la fin de la saison, Allen annonce qu’il participera à la draft 2022 de la NBA et embauchera un agent.

### Carrière professionnelle
Teddy Allen n'est pas drafté en 2022 mais il rejoint les Nuggets de Denver pour la NBA Summer League 2022. Il s'engage avec les Shooting Stars de Scarborough pour la saison 2022 de la Ligue élite canadienne de basketball. Il termine la saison avec 11,6 points et 5 rebonds par match.
Puis il rejoint les Sky Kings de Wichita dans la The Basketball League le 30 novembre 2022. Il inscrit 27,9 points par match.
Il retourne dans la Ligue élite canadienne de basketball pour la saison 2023 avec les Sea Bears de Winnipeg. A l'issue de la saison, il est nommé LECB Player of the Year et nommé dans la All-LECB First Team avec des moyennes par match de 27,6 points et 8 rebonds.
Le 17 novembre 2023, il s'engage dans le championnat belge avec l'équipe des Louvain Bears. Cependant, il a été libéré de l’équipe sans jamais jouer un match pour eux le 4 décembre 2023, pour des raisons administratives qui l’ont rendu inadmissible à jouer dans la ligue BNXT. Le 8 décembre 2023, il s'engage avec les Leicester Riders dans la British Basketball League (BBL). Il participe au All-Star Game 2024 de la BBL. A l'issue de la saison, il est nommé dans la BBL Team of the Year.
Le 7 février 2024, il se réengage avec les Sea Bears de Winnipeg pour la saison 2024 de la Ligue élite canadienne de basketball. Il débute la saison le 24 mai 2024 face aux Rattlers de la Saskatchewan en réalisant un double-double avec 40 points et 11 rebonds. Il est libéré par les Sea Bears le 17 juin 2024 après huit matchs disputé. Le 2 juillet 2024, il rejoint les Rattlers de la Saskatchewan pour la fin de la saison 2024 de la Ligue élite canadienne de basketball.
Le 27 octobre 2024, il est retenu pour le camp d'entraînement des Vipers de Rio Grande Valley en NBA Gatorade League.

## Palmarès et Distinctions

### Palmarès
Néant

### Distinctions personnelles
- WAC Player of the Year (2022)
- WAC Newcomer of the Year (2022)
- First-team All-WAC (2022)
- WAC All-Newcomer team (2022)
- WAC tournament MVP (2022)
- LECB Player of the Year (2023)
- All-LECB First Team (2023)
- BBL All-Star (2024)
- BBL Team of the Year (2024)

## Statistiques

### En NBA Gatorade League
| Gras/Meilleures performances | [ 26 ] |

#### En Showcase Cup
| Saison    | Équipe            | Matchs | Titul. | Min./m | % Tir | % 3pts | % LF | Rbds/m. | Pass/m. | Int/m. | Ctr/m. | Pts/m. |
| --------- | ----------------- | ------ | ------ | ------ | ----- | ------ | ---- | ------- | ------- | ------ | ------ | ------ |
| 2024-2025 | Rio Grande Valley | 16     | 2      | 20,1   | 40,6  | 27,7   | 88,9 | 4,4     | 1,1     | 0,9    | 0,2    | 12,5   |
| Total     | Total             | 16     | 2      | 20,1   | 40,6  | 27,7   | 88,9 | 4,4     | 1,1     | 0,9    | 0,2    | 12,5   |

#### En saison régulière
| Saison    | Équipe            | Matchs | Titul. | Min./m | % Tir | % 3pts | % LF | Rbds/m. | Pass/m. | Int/m. | Ctr/m. | Pts/m. |
| --------- | ----------------- | ------ | ------ | ------ | ----- | ------ | ---- | ------- | ------- | ------ | ------ | ------ |
| 2024-2025 | Rio Grande Valley | 28     | 0      | 18,8   | 47,8  | 40,3   | 84,4 | 3,5     | 1,1     | 1,3    | 0,3    | 14,4   |
| Total     | Total             | 28     | 0      | 18,8   | 47,8  | 40,3   | 84,4 | 3,5     | 1,1     | 1,3    | 0,3    | 14,4   |